# Eugène Flachat
Eugène Flachat (n. 16 aprilie 1802, Paris, Prima Republică Franceză – d. 16 iunie 1873, Arcachon, Aquitaine, Franța) a fost un inginer francez, specializat în construcții civile.
I se atribuie construcția primei gări din Paris, iar în 1851 a reproiectat Gara Saint-Lazare.
De asemenea, a colaborat la realizarea uneia dintre primele căi ferate franceze, Paris - Le Pecq, inaugurate la 28 august 1837.
O stradă din Paris îi poartă numele, care este înscris și pe Turnul Eiffel.
1. 1 2  Eugène Flachat, GeneaStar
2. ↑  Eugène Flachat, accesat în 9 octombrie 2017
3. ↑  Autoritatea BnF, accesat în 10 octombrie 2015
4. ↑   https://www.toureiffel.paris/fr/le-monument/tour-eiffel-et-sciences Lipsește sau este vid: |title= (ajutor)